# Bitwa morska pod Dunbar
Bitwa morska pod Dunbar – niewielkie starcie pomiędzy flotami szkocką i angielską w 1489.
Henryk VII, król Anglii, starał się ograniczać kontakty Szkocji z Europą, aby łatwiej ją sobie podporządkować. W ramach tej polityki w roku 1489 wysłał w kierunku szkockich wybrzeży flotę kaperską, złożoną z 5 okrętów. Dość szybko i skutecznie osłabiła ona wymianę handlową na Morzu Północnym. Szkocki król Jakub IV zdecydował się więc na zbrojną konfrontację i wysłał z portu w Leith (obecnie dzielnica Edynburga) swoje dwa najlepsze okręty Yellow Caravel i Flower pod dowództwem Andrew Wooda.
Szkockie jednostki zaskoczyły Anglików w okolicy Dunbar. Mimo że kaprzy posiadali przewagę liczebną, to nie byli tak dobrze uzbrojeni jak flota Wooda i już po pierwszej salwie armatniej okręty angielskie poddały się.
Po tym zwycięstwie Szkoci odprowadzili przejęte jednostki do Leith a Wood stał się bohaterem narodowym i został awansowany na admirała.